# Solow Building

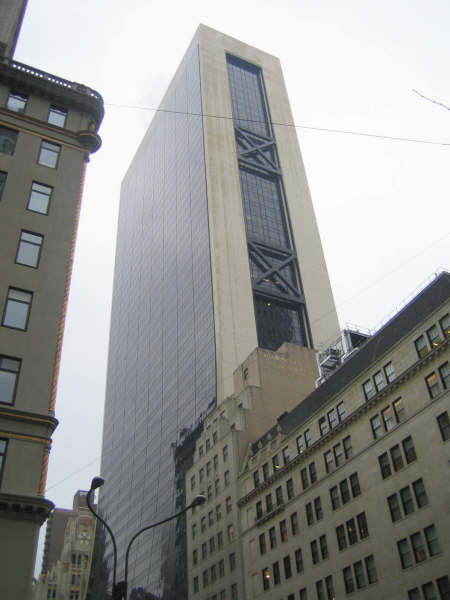
Solow Building

Le Solow Building est un gratte-ciel new-yorkais, situé à Manhattan, à l'ouest de la renommée cinquième avenue, entre les 57e et 58e rues. Le bâtiment a été développé par Sheldon Solow, qui a donné son nom au bâtiment et a continué à gérer et à posséder le bâtiment jusqu'à sa mort.
Il mesure 210 mètres de haut et a été construit en 1974.
Ce bâtiment est fréquemment représenté dans les séries américaines, pour son architecture moderne, et sa position favorable qui surplombe Central Park situé seulement quelques rues plus au nord. Le Solow Building est également situé près du célèbre Plaza Hotel, grand palace new-yorkais.
Ce gratte-ciel abrite de nombreuses entreprises, à tendance majoritairement financière, dont le groupe héritier de l'économiste Robert Merton Solow, la Solow Building Company[réf. nécessaire].
La façade de ce bâtiment est apparue dans de nombreuses séries télévisées, telles que Sex and the City (avec le restaurant 8½.) mais aussi dans Friends (le Solow Building est en effet le lieu de travail de Chandler Bing, l'un des héros de la série) ou encore dans La vie de palace de Zack et Cody (ou le Plaza Hôtel est l'Hôtel Tipton ou vivent les héros et le Solow Building l'hôtel concurrent, le Saint Marc).